# Académie des Beaux-Arts de Saint-Josse-ten-Noode
Pour les articles homonymes, voir Académie des beaux-arts.
 (juin 2021).
Si vous disposez d'ouvrages ou d'articles de référence ou si vous connaissez des sites web de qualité traitant du thème abordé ici, merci de compléter l'article en donnant les références utiles à sa vérifiabilité et en les liant à la section « Notes et références ».
L'Académie des beaux-arts de Saint-Josse-ten-Noode est une école consacrée aux arts plastiques et visuels située dans la commune bruxelloise de Saint-Josse-ten-Noode au n° 52 de la rue Potagère.

## Bâtiment
L'Académie des beaux-arts de Saint-Josse-ten-Noode est installée dans une école bâtie sur un terrain acheté par la commune en 1852. L'architecte communal Vanderauwera en dresse les plans et, grâce à un emprunt, l'érection du bâtiment dont les façades sont d'inspiration néoclassique débute en 1856 pour se terminer en 1858. 
Un agrandissement de l'école se fait bien vite sentir et la construction d'une extension est décidée en vue d'abriter des classes supplémentaires ainsi que l'école de dessin qui est fondée en 1864. Dans le hall d'entrée, sous un relief en bronze d'Égide Rombaux figurant un homme nu entouré d'éléments évoquant l'art antique, est mentionné « ÉCOLE DES / ARTS DU DESSIN / 1864-1914 / Saint-Josse-ten-Noode ».
L'école communale porte le nom Joseph Delclef.

## Matières enseignées
La céramique, la sculpture, le dessin, la peinture, l’architecture d’intérieur, la communication visuelle (graphisme, publicité, édition), l’infographie et l’histoire de l’art figurent au programme de l'Académie des beaux-arts de Saint-Josse-ten-Noode. D’autres cours s’adressent spécifiquement aux enfants.

## Directeurs
Les directeurs successifs sont : 
- 1864-1894 : Henri Hendrickx
- 1894-1902 : Amédée Bourson
- 1902-1908 : Félix Cogen
- 1908-1936 : Henri Ottevaere
- 1937-1945 : Marcel Van Goethem
- Jacques Maes
- Georges Paul Amédée Bourson, (dessin)
- 1969- : René Julien

## Professeurs
- Pierre Braecke
- Robert Degeneve
- Georges Houtstont

## Artistes formés
- Herman Richir
- Maurice Xhrouet
- Louis Van Lint
- Auguste Oleffe
- Jos Albert
- Eugène Bertrand
- Lucien Braet
- Ignace Guisset
- Guillaume Edeline
- Pierrre Courtens-Suros (Baron)